# Johannes van Lokhorst
Johannes van Lokhorst, né le 11 janvier 1761 à IJsselstein et mort le 27 décembre 1826 à Geervliet, est un homme politique néerlandais.

## Biographie
Ce pasteur est élu en 1796 député de Brielle à la première assemblée nationale batave. Il est réélu le 1er septembre 1797 et soutient le coup d'État unitariste du 22 janvier 1798.